# Сантомійська федерація футболу
Сантомійська федерація футболу (порт. Federação Santomense de Futebol) — організація, що здійснює контроль і управління футболом в Сан-Томе і Принсіпі. Розташовується в столиці держави — Сан-Томе. СФФ заснована в 1975 році, вступила в ФІФА та КАФ в 1986 році. У 1978 році також стала членом КЕСАФА. Федерація організовує діяльність і управляє національними збірними з футболу (чоловічою, жіночою, молодіжними). Під егідою федерації проводиться чемпіонат країни та багато інших змагання.